# 2013 год в Израиле
События 2013 года в Израиле.

## Действующие лица
- Президент Израиля — Шимон Перес
- Премьер-министр Израиля — Биньямин Нетаньяху (Ликуд).
- Председатель Верховного суда — Ашер Грунис
- Начальник Генерального штаба — Бенни Ганц
- Правительство Израиля — 32-е правительство Израиля до 18 марта, 33-е правительство Израиля.

## События

### Январь

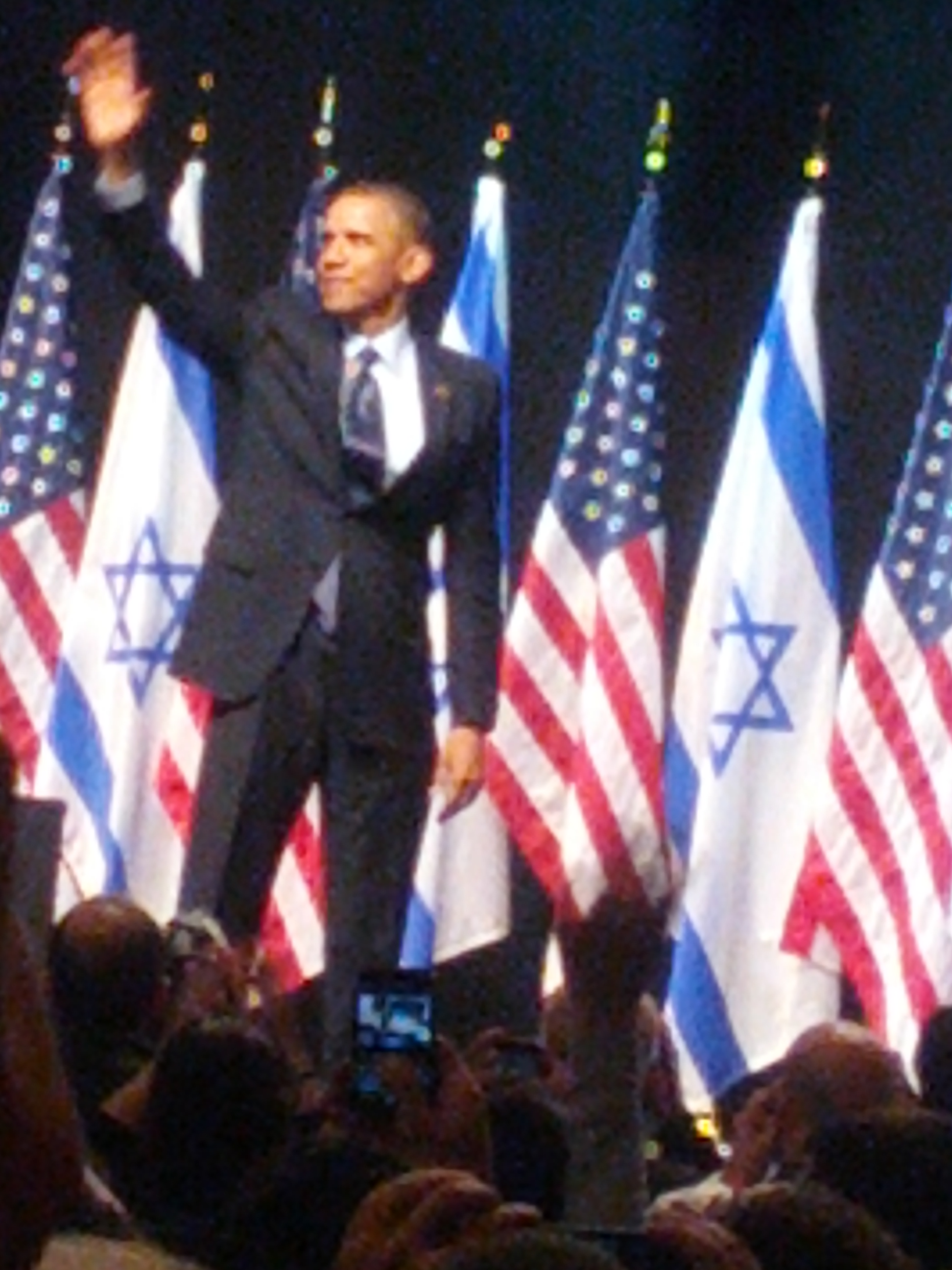
20 марта 2013 г. — Президент США Барак Обама начинает четырёхдневный визит в Израиль и на палестинские территории.

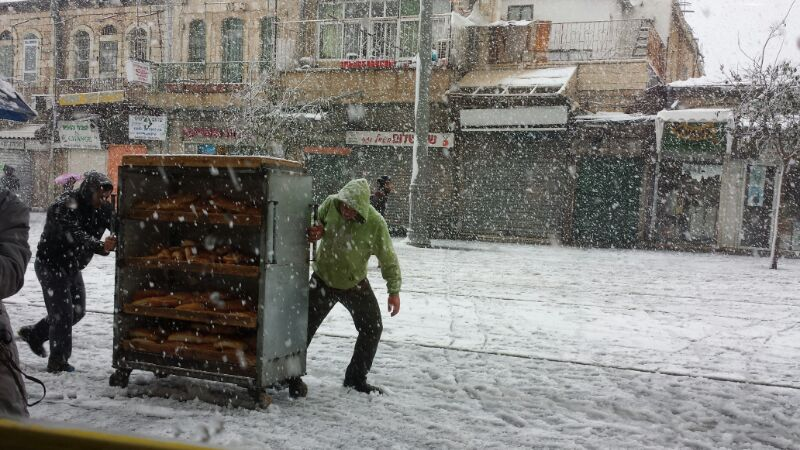
Снег в Иерусалиме во время шторма Alexa

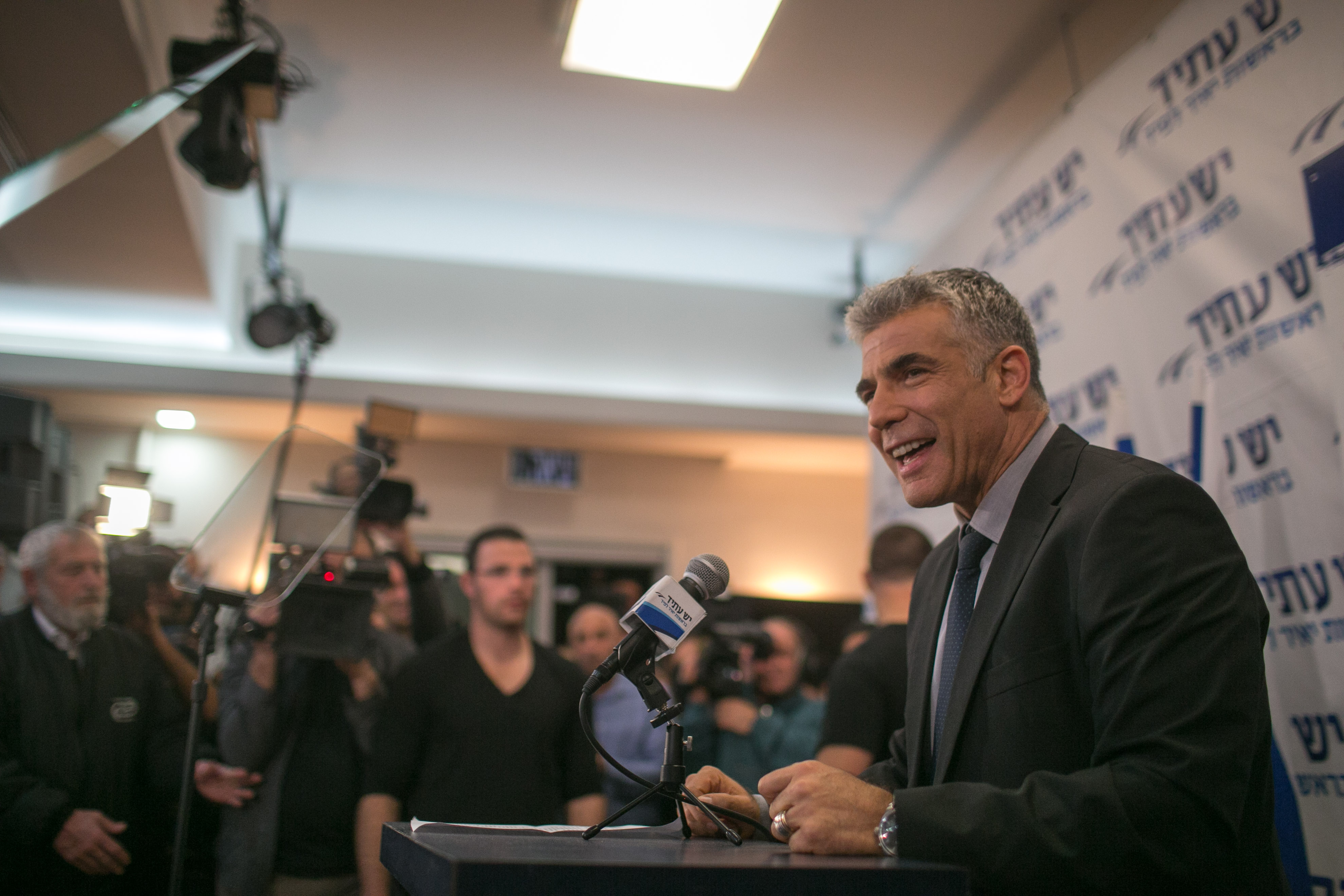
Яир Лапид, лидер партии «Еш Атид», празднует беспрецедентный успех своей партии на выборах, 24 января 2013 года.

- 2 января — завершено строительство заграждения на израильско-египетской границе на основном участке[1]
- 4 января — Сотни тысяч людей проводят митинг в Газе, демонстрируя единство между правящим ХАМАСом, избранным в 2006 году, и ФАТХом, с тех пор находящимся в оппозиции.
- 18 января — Биньямин Нетаньяху заявляет в интервью, что больше не будет разрушать израильские поселения во время своего второго срока.
- 22 января — в Израиле проходят выборы в Кнессет 19 созыва. Избирательный альянс действующего премьер-министра Биньямина Нетаньяху «Ликуд Исраэль Бейтейну» получил 31 место.
- 30 января — Израиль якобы наносит авиаудар по сирийскому конвою, перевозящему оружие для «Хизбаллы»[2]. Другие источники заявили, что мишенью был военный исследовательский центр в Джамрае[англ.], отвечающий за разработку биологического и химического оружия[3].
- 31 января — в отчете Организации Объединённых Наций предписано немедленное выведение израильских поселений без предварительных условий в соответствии со статьей 49 Четвертой Женевской конвенции.

### Март
- 5 марта — Стаи саранчи из Египта проникают в Израиль. Министерство сельского хозяйства применило масштабную 3,5-месячную схему истребления, чтобы избежать потери урожая[4][5].
- 18 марта — Биньямин Нетаньяху представляет свой кабинет для «Вотума доверия» Кнессету. В этот день утверждено 33-е правительство, и его члены приведены к присяге[6][7].
- 20 марта — Президент США Барак Обама начинает четырёхдневный визит в Израиль, палестинские территории и Иорданию[8][9][10].
- 30 марта — Израиль начал добычу газа на морском месторождении Тамар[11].

### Апрель
- 17 апреля — Две ракеты, выпущенные с египетского Синайского полуострова, были нацелены в израильский курорт Эйлат, но приземлились на открытой местности, не причинив ущерба. Ещё три ракеты упали на открытой местности в соседней Иордании[12]
- 25 апреля — ВВС Израиля сбивают беспилотник у берегов Хайфы, предположительно принадлежащий «Хизбалле»[13].

### Май
- 3 мая — 3 и 5 мая были нанесены ещё два израильских авиаудара по Сирии[14][15]
- 16 мая —певица с грузинскими корнями Моран Мазор представляет Израиль на конкурсе песни "Евровидение «с песней „Только для него“ (Рак бишвило», ивр. רק בשבילו‎)[16]
- 20 мая —Стрельба в Беэр-Шеве[англ.] в отделении Bank Hapoalim в Беэр-Шеве гражданин Израиля открывает огонь из пистолета, убив четырёх человек и ранив пятерых, после чего совершает самоубийство.
- 21 мая — Во время работ по разминированию на Голанских высотах солдат ЦАХАЛ погиб, наступив на фугас.
- 31 мая — объявлено о новом газовом открытии в акватории Израиля— Месторождении Кариш[17].

### Июнь
- 18 июня — Празднование 90-летия президента Шимона Переса в Международном конференц-центре в Иерусалиме. На торжествах присутствовали представители Израиля и других стран, в том числе бывший президент США Билл Клинтон, премьер-министр Израиля Биньямин Нетаньяху, певица Барбра Стрейзанд, бывший премьер-министр Великобритании Тони Блэр и многие другие.

### Июль
- 5 июля — По словам анонимных официальных лиц США, Израиль наносит авиаудар по Сирии, целью которого являются противокорабельные ракеты российского производства «Яхонт» недалеко от города Латакия, убито несколько сирийских военнослужащих[18]
- 10-20 июля — женская сборная Израиля по лякроссу впервые участвовала в чемпионате мира по лакроссу среди женщин 2013 года, заняв 8-е место.
- 18-30 июля — Проводятся 19-я Маккабиада, в которой принимают участие 7 500 спортсменов из Израиля и еврейских общин со всего мира, соревнующихся в 34 видах спорта[19]
- 28 июля — В качестве «жеста доброй воли» для возобновления мирных переговоров с Палестинской администрацией Израиль соглашается освободить 104 палестинских заключенных, большинство из которых попали в тюрьму ещё до подписания соглашений Осло 1993 года[20].

### Август
- 10-18 августа — Израиль отправил 3 спортсменов на чемпионат мира по легкой атлетике 2013 года.
- 26 августа — начинает работу система скоростного автобусного транспорта Метронит в Хайфе.[21]

### Сентябрь
- 3 сентября —Песня «Закончено» (נגמר, Нигмар) от Идана Амеди[англ.](Идан Амеди) стала «Песней года» в ежегодном хит-параде на государственном радио Израиля, а сам Идан Амеди выиграл титул «Певец года». "Певицей года "стала Ярдена Арази, «Группой года»— Илай Ботнер[ивр.] с «Ялдей ха-хуц»
- 15 сентября[22]-31 октября  —Основана  Иерусалимская биеннале[англ.], как платформа для современных художников  еврейского содержания и традиций, как части изобразительного искусства Израиля[23].

### Октябрь
- 1 октября —Израильская академия киноискусств назвала лауреатов премии Офир (которую называют израильским «Оскаром»), в номинации «Лучший фильм» победила картина Вифлеем.
- 22 октября — На муниципальных выборах[англ.] зарегистрирована низкая явка избирателей (42%) по сравнению с 2008 годом (51%)[24]
- 30 октября — Израиль якобы наносит авиаудар по сирийскому объекту ПВО в Сноубаре, в 10 милях к югу от Латакии[25]

### Ноябрь
- 6 ноября — Суд над бывшим министром иностранных дел Авигдором Либерманом по обвинению в мошенничестве и злоупотреблении доверием заканчивается оправдательным приговором[26]
- 11 ноября — Авигдор Либерман возобновляет свою должность министра иностранных дел. Премьер-министр Нетаньяху ранее исполнял обязанности министра иностранных дел и держал эту должность в резерве для Либермана на случай его оправдания[27]

### Декабрь
- 10 декабря — Кнессет принимает «Закон о развитии конкуренции и ограничении монополизации», направленный на разрушение крупных конгломератов, контролирующих большую часть израильской экономики, и усиление экономической конкуренции, чтобы значительно снизить стоимость жизни. Закон, принятый в результате протестов против дороговизны жизни (2011 год), запрещает бизнес-пирамиды и вынуждает крупные израильские монополии продавать большую часть своих активов[28]
- 12 декабря — начинается Шторм Алекса[англ.][29], принёсший на Ближний Восток сильные снегопады и дожди. Шторм вызывает массовые перебои в движении и отключение электроэнергии, а также вынуждает временно закрытие нескольких автомагистралей, школ и международного аэропорта Бен-Гурион. Иерусалим полностью парализован глубоким снегом и наводнением, жителям приказали оставаться дома, а дороги, ведущие в город, были заблокированы[30].
- 15 декабря — Жизнь начинает возвращаться в нормальное русло после того, как Шторм Алекса утихает[31].
- 16 декабря — израильский военно-морской офицер Шломи Коэн, проезжавший вдоль израильско-ливанской границы, убит огнём ливанского солдата по его машине. Несколько часов спустя солдаты ЦАХАЛа, действующие в этом районе, застрелили двух ливанских солдат, увидев то, что было названо «подозрительным перемещением» через границу[32] Солдат, убивший Коэна, позже сдается ливанским властям, которые обещают, что он будет привлечен к ответственности[33].
- 22 декабря — взрыв бомбы-скороварки[англ.] в общественном автобусе в пригороде Тель-Авива Бат-Яме, Израиль. Поскольку пассажир автобуса осмотрел содержимое оставленной без присмотра сумки и увидел внутри что-то похожее на бомбу, пассажиры и водитель успели покинуть транспортное средство.

## Известные смерти

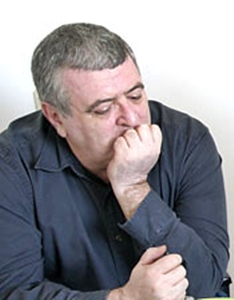
Амнон Данкнер

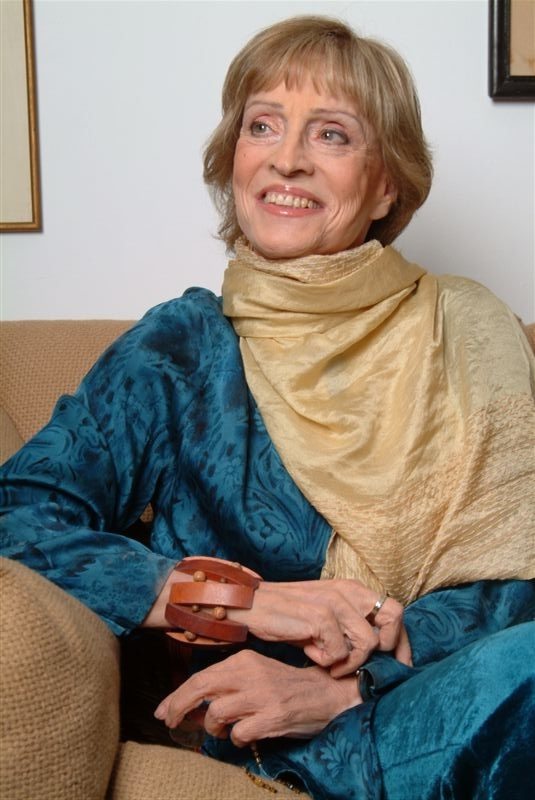
Двора Омер

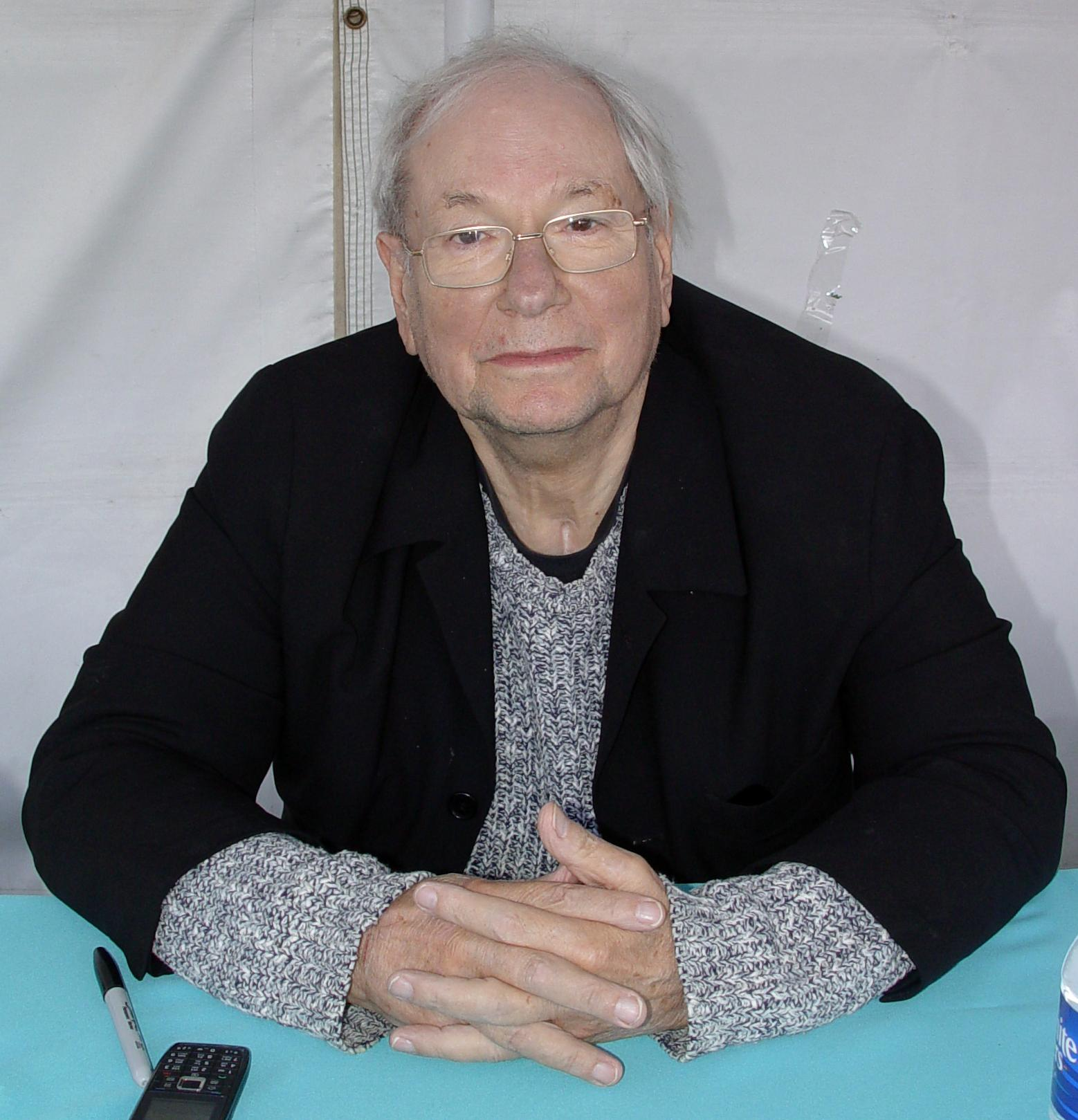
Йорам Канюк

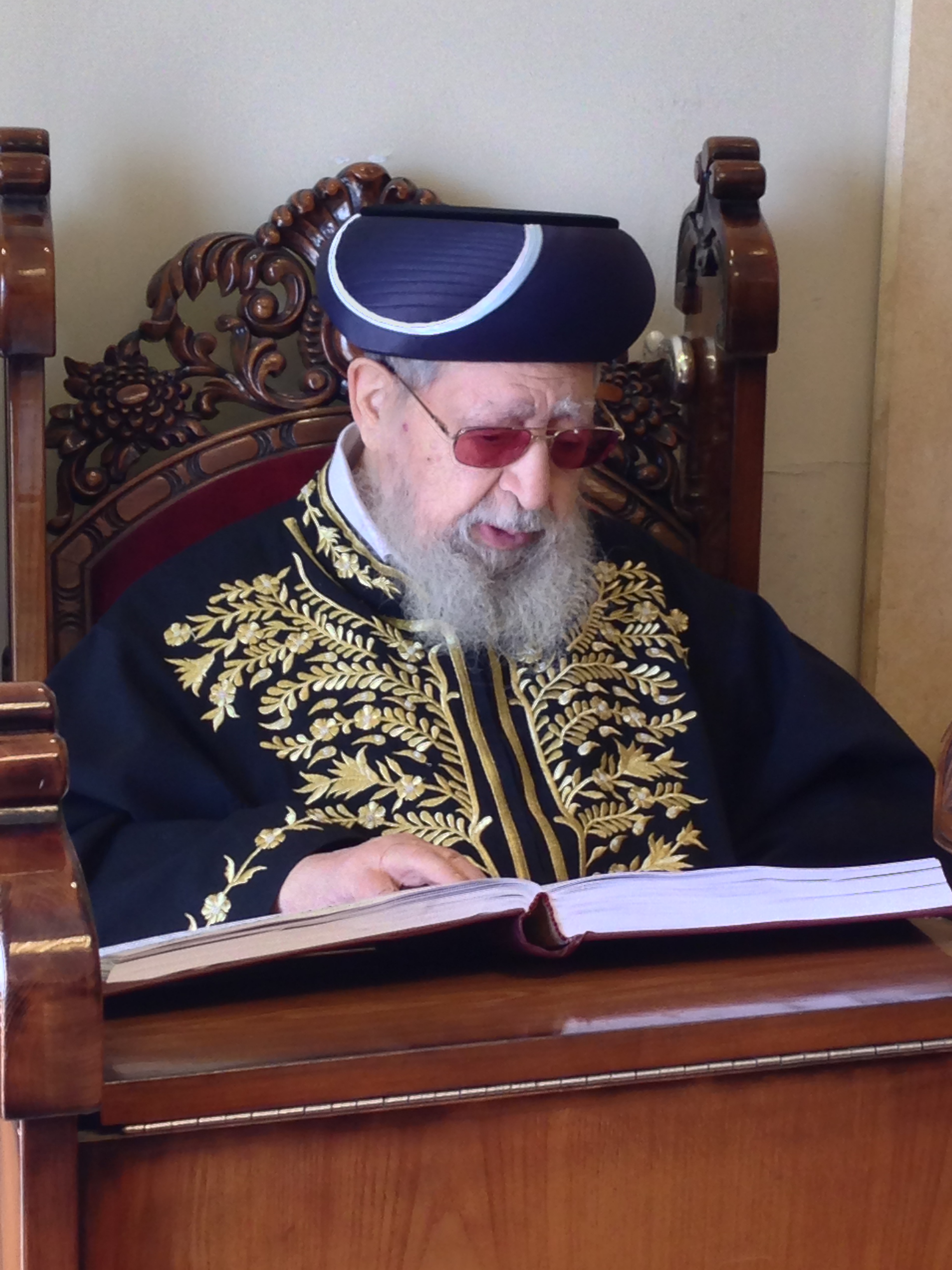
Овадия Йосеф

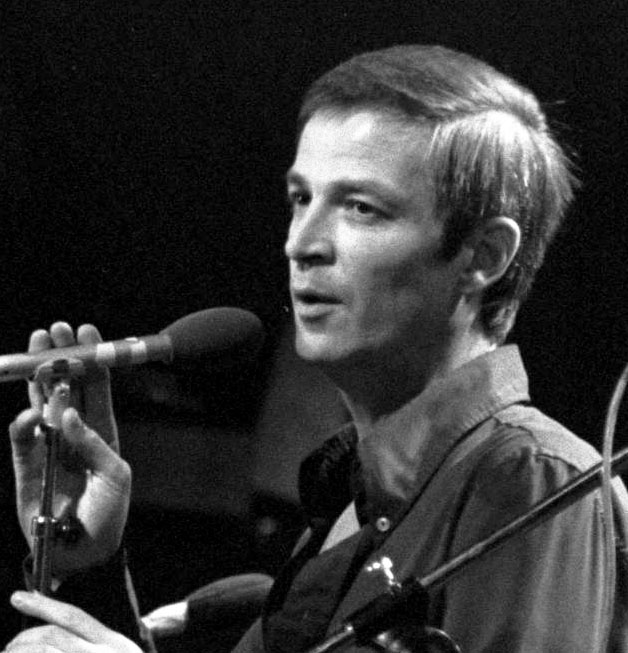
Арик Айнштейн

- 1 января — Яаков Фридман (род. 1928), Ребе Садигурской хасидской династии[англ.] и член Совета мудрецов Торы религиозной партии Агудат Исраэль[34]
- 2 января — Захарира Харифаи[англ.] (род. 1929), израильская актриса[35]
- 8 января — Цви Явец (род. 1925), израильский историк, лауреат премии Израиля[36]
- 14 января — Иегудит Бирк[англ.] (род. 1926), израильский биохимик (ингибитор протеазы Боумен-Бирк[англ.])[37]
- 18 января — Рон Нахман (род. 1942), израильский политик и мэр Ариэля[38]
- 21 января — Зина Харман[англ.] (род. 1914), израильский политик[39]
- 6 февраля — Менахем Элон (род. 1923), израильский юрист и автор еврейских законов[40]
- 10 февраля — Дэвид Хартман (род. 1931), еврейский писатель и философ[41]
- 10 февраля — Сара Браверман (род. 1918), член Еврейских парашютистов подмандатной Палестины, была одной из первых женщин-бойцов, служивших в Пальмахе, и одним из основателей Женского корпуса ЦАХАЛа[42]
- 17 февраля — Шмулик Краус (род. 1935), израильский актёр и музыкант[43]
- 4 марта — раввин Менахем Фроман (род. 1945), ортодоксальный еврейский раввин, борец за мир и поэт[44]
- 16 марта — Марина Солодкина (род. 1952), израильский политик российского происхождения, депутат Кнессета (1996—2013)[45]
- 2 апреля — Вардимос Зейлер (род. 1933), израильский судья и глава различных национальных общественных комитетов[46]
- 5 апреля — Амнон Данкнер (род. 1946), израильский публицист и писатель[47]
- 9 апреля — Мордехай Мишани (род. 1945), израильский политик[48]
- 11 апреля — Рам Карми (род. 1931), израильский архитектор[49]
- 12 апреля — Яаков Йосеф (род. 1946), израильский раввин и политик[50]
- 14 апреля — Эфи Арази (род. 1937), израильский бизнесмен, предприниматель и филантроп[51]
- 15 апреля — Бенджамин Фейн (род. 1930), израильский физик и отказник
- 29 апреля — Песах Группер (род. 1924), израильский политик и бывший министр сельского хозяйства[52]
- 2 мая — Двора Омер[англ.] (род. 1932), израильская писательница[53]
- 5 мая — Менахем Йедид (род. 1918), израильский политик[54]
- 21 мая — Пнина Мор (род. 1951), израильская модель.
- 23 мая — Михаил Лев (род. 1917), израильский писатель.
- 25 мая — Ханан Азран (род. 1951), израильский журналист и телеведущий.
- 8 июня — Йорам Канюк (род. 1930), израильский писатель[55]
- 10 июня — Ицхак Шимони (род. 1926), израильский редактор, радиоведущий и телеведущий.
- 11 июня — раввин Иегошуа Нойвирт (род. 1927), автор двухтомного трактата на иврите " Шмират Шаббат Кехильхата ".
- 19 июня — генерал-лейтенант Арье Ивцан (1928 г.р.), 8-й начальник полиции Израиля.
- 21 июня — Узи Мешулам (род. 1952), раввин йеменского происхождения, который стал известен тем, что возглавил вооруженное противостояние в 1994 году в рамках своей борьбы за разоблачение дела йеменских детей.
- 2 августа — Алла Кушнир (род. 1941), родившаяся в России израильская шахматистка, гроссмейстер
- 4 августа — Ицхак Берман (род. 1913), израильский политик украинского происхождения, депутат Кнессета (1977—1984), спикер (1980—1981), министр энергетики и водных ресурсов (1981—1982)[56]
- 6 августа — Зеэв Бен-Хаим (род. 1907), израильский лингвист[57]
- 17 августа — Иехудит Арнон, израильский танцор, хореограф и основатель танцевальной труппы, лауреат Премии Израиля (1998)[58]
- 20 августа — Габриэль Балахсан, 37 лет, израильский рок-музыкант и автор песен[59]
- 7 октября — Овадия Йосеф (род. 1920), бывший главный сефардский раввин Израиля и крупнейший авторитет в области еврейского закона[60]
- 26 ноября — Арик Эйнштейн (род. 1939), израильский певец и автор песен, его песни были названы «саундтреком Израиля»[61]
- 3 декабря — Сефи Ривлин, 66 лет, стендапер и актёр.